# Masakra w szkole w Kerczu

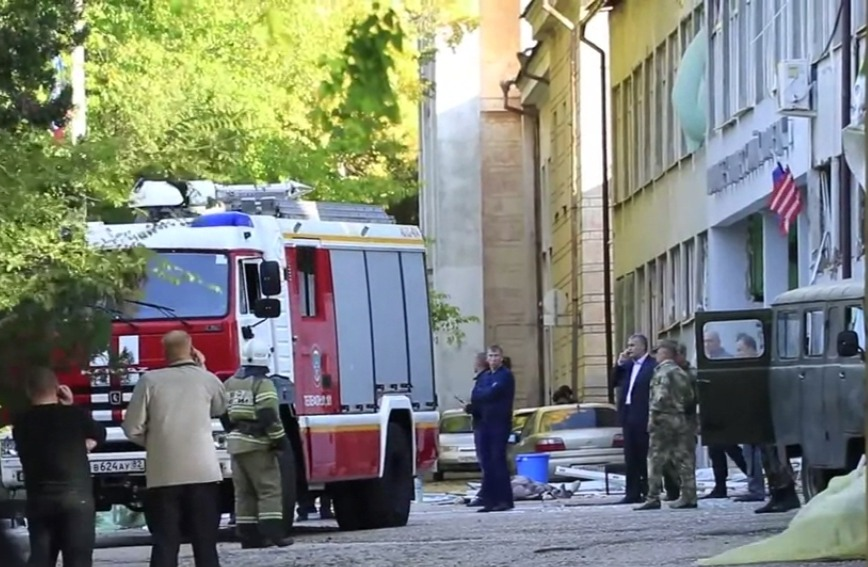
Służby państwowe przed budynkiem szkoły po ataku

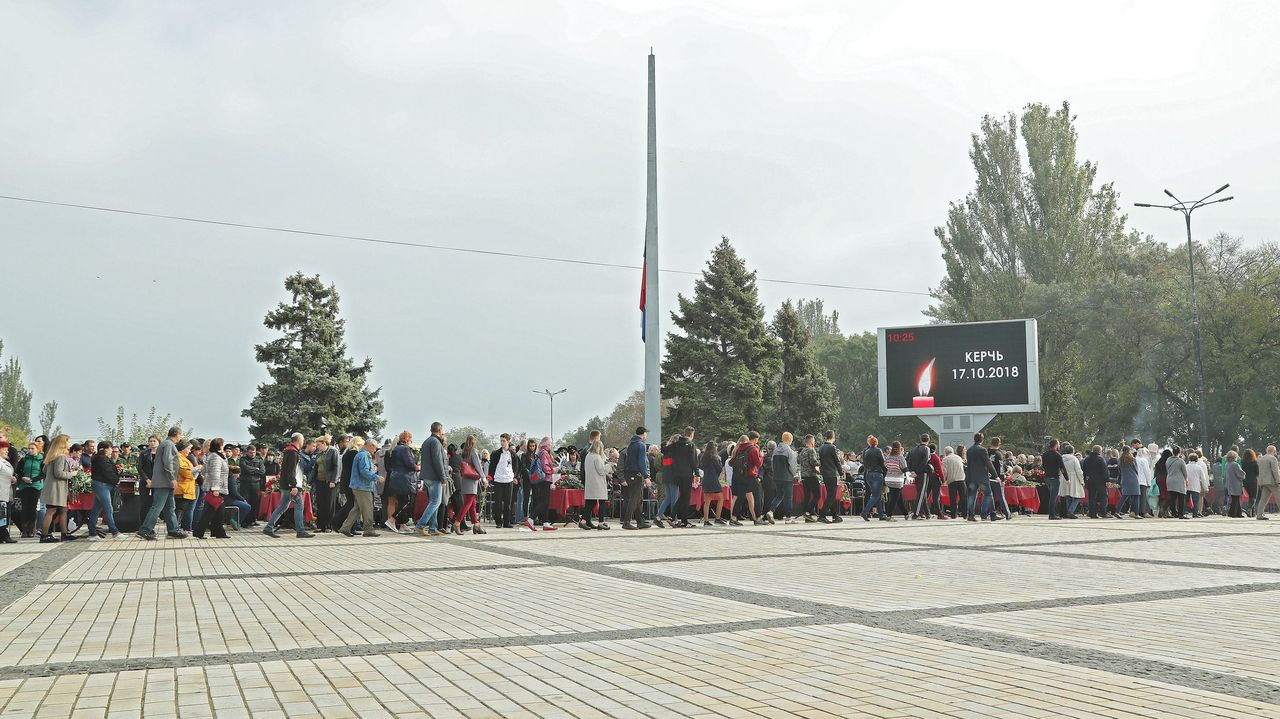
Ceremonia żałobna na placu Lenina w Kerczu (19 października 2018)

Masakra w szkole w Kerczu – zbrodnia, do której doszło 17 października 2018 roku w budynku Kerczeńskiego Koledżu Politechnicznego w Kerczu na Krymie. Sprawcą masakry był 18-letni uczeń technikum Władisław Roslakow. W masakrze zginęły 22 osoby wliczając sprawce, a 70 zostało rannych; jest to największa strzelanina w szkole dokonana przez jedną osobę w Europie.

## Przebieg
Napastnik wszedł do szkoły około godziny 11:40 czasu lokalnego. Chwilę później udał się w okolice szkolnej stołówki, gdzie podłożył ukryty w plecaku ładunek wybuchowy. W wyniku wybuchu rannych zostało ok. 50 osób, i zginęło 10 osób.. Następnie napastnik zaczął strzelać do osób, które napotkał na korytarzach budynku. Osoba, która przeżyła strzelaninę, stwierdziła, że masakra trwała około 15 minut. Strzelanina została uchwycona przez wiele kamer szkolnych. Wkrótce po masakrze rosyjska telewizja państwowa zdecydowała się opublikować ujęcia z ataku z kamer szkolnych. Na nagraniu widać, jak napastnik wchodzi do szkoły witając się z kolegami przy wejściu, następnie wchodzi do szkoły i podkłada bombę w okolicach stołówki, a chwilę później zaczyna strzelać do uczniów i pracowników. Eksplozja bomby miała miejsce na pierwszym piętrze budynku, a strzelanina najprawdopodobniej na kilku piętrach, ale najwięcej ofiar napastnik zabił na drugim piętrze szkoły. Sprawca rzucał również ładunki wybuchowe pod drzwi klas. Po strzelaninie napastnik popełnił samobójstwo w szkolnej bibliotece, strzelając sobie w podniebienie. Ofiary ataku zostały przetransportowane do pobliskiego szpitala, a na miejscu rozpoczęto akcję ratunkową. W stan gotowości postawiono cztery rosyjskie samoloty wojskowe.
W wyniku zdarzenia zginęły 22 osoby (15 uczniów i 6 pracowników politechniki oraz sam zamachowiec Władisław Roslakow), a ok. 70 osób zostało rannych. Oszacowana liczba ofiar ataku wynosi 76 osób, jedna z ofiar zmarła rok później z powodu otrzymanych obrażeń.

## Ofiary masakry[9]
- Ksenia Bołdina (17 lat)
- Władisław Werdibożenko (15 lat)
- Wiktoria Demczuk (16 lat)
- Ruden Jurajew (16 lat)
- Anna Żurawlewa (19 lat)
- Alina Kerowa (16 lat)
- Aleksiej Ławrinowicz (19 lat)
- Igor Perepełkin (17 lat)
- Władisław Łazariew (19 lat)
- Rusłan Łysenko (17 lat)
- Roman Karymow (21 lat)
- Danił Pipienko (16 lat)
- Siergiej Stepanienko (15 lat)
- Nikita Florenskij (16 lat)
- Daria Czegerest (16 lat)
- Anastazja Bakłanowa (26 lat)
- Swietłana Bakłanowa (57 lat)
- Łarisa Kudrjawcewa (62 lata)
- Alaksandr Mojzenko (46 lat)
- Ljudmiła Ustenko (65 lat)
- Olga Griszczenko (≈60 lat; zmarła w 2019 roku)
- Władisław Roslakow (18 lat)

## Sprawca

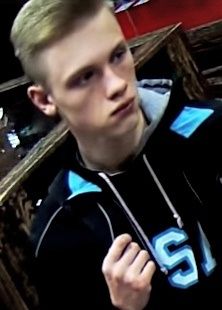
Władisław Roslakow

Sprawcą masakry był 18-letni uczeń technikum Władisław Igoriewicz Roslakow (ur. 2 maja 2000 roku w Kerczu), który w momencie ataku był na czwartym i końcowym roku nauki w szkole. Kiedy Roslakow miał 10 lat jego ojciec doznał poważnego urazu głowy, przez co stał się agresywny wobec Roslakowa, jego matki i innych najbliższych, więc kobieta rozeszła się ze swoim mężem. W szkole w Kerczu, w której dokonał masakry, był uczniem od 2015 roku; matka zapisała go tam ponieważ chciał się kształcić na elektryka. W szkole rozwinął swoje zainteresowanie materiałami wybuchowymi i często przynosił ze sobą do szkoły bagnety ukryte w plecaku, nie wiadomo czy nauczyciele o tym wiedzieli. Pewnego dnia rozpylił w swojej klasie sprej i nie wyjaśnił później w żaden logiczny sposób dyrekcji szkoły dlaczego to zrobił. Jego matka, która należała do grupy miejscowych Świadków Jehowy (uznawanych w Rosji za organizację ekstremistyczną), starała się ograniczać Roslakowowi wolny czas na korzystanie z przyjemności takich jak granie w gry komputerowe, jednak gdy ten skończył 16 lat zaprzestała podejmowania takich kroków wobec swojego syna. Kilka dni przed atakiem Roslakow miał stwierdzić w rozmowie z którymś z kolegów, że nie wierzy w życie pozagrobowe i że jest ateistą. Wieczorem przed atakiem Roslakow spalił Biblię, ubrania, laptop oraz telefon. Roslakow nie był prześladowany w szkole, był lubiany i w dni przed masakrą spotykał się z dziewczyną, którą poznał na VK. Podczas masakry był przebrany za Erica Harrisa, jednego ze sprawców masakry w Columbine High School w Kolorado w dniu 20 kwietnia 1999 roku. Rosyjskie media twierdzą, że Roslakow śledził wiele internetowych społeczności poświęconych Columbine i jego sprawcom. Miał powiedzieć swoim kolegom ze szkoły, że dobrze byłoby mieć masakrę szkolną w swoim kraju, ponadto w internecie miał napisać, że Harris i Klebold po dokonaniu masakry zniknęli w cudowny sposób. Sam napastnik popełnił samobójstwo po dokonaniu ataku w taki sam sposób jak Eric Harris w Columbine High School. Motywy ataku nadal nie są znane.

## Reakcje
Rosyjski premier anektowanego w 2014 roku Krymu, Siergiej Aksionow, poinformował, że zamachu dokonał student uczelni Władisław Roslakow. Niedługo po zamachu Aksionow ogłosił 3 dni żałoby narodowej na Krymie. Prezydent Rosji Władimir Putin stwierdził dzień po masakrze, że jest ona skutkiem napływających z Zachodu złych ideałów, które psują moralnie młodzież.